# Raja Bell
Raja Bell (ur. 19 września 1976 na wyspie Saint Croix) – amerykański koszykarz, grający na pozycji rzucającego obrońcy, obecnie dyrektor do spraw administracji zawodnikami w klubie Cleveland Cavaliers.

## Osiągnięcia
NBA
- Zaliczony do:
  - I składu defensywnego NBA (2007)[1]
  - II składu defensywnego NBA (2008)[1]
- Lider play-off w skuteczności rzutów za 3 punkty (2008)[2]